# Rob van Donselaar
Rob van Donselaar (Hilversum, 20 juni 1952) is een Nederlands producer en toetsenist. 
Van Donselaar was als muzikant lid van de Bintangs, Oscar Benton Bluesband, Vitesse, Cake, One Two, L-Seven, One Two, de Wild Onions en de Lohues & the Louisiana Blues Club. Ook was hij gastmuzikant op platen van vele artiesten, waaronder The Prodigal Sons, Rowwen Hèze, Doe Maar en Veldhuis & Kemper.
In 1987 schreef hij de muziek voor de film Een maand later. Later ging hij meewerken aan muziekopnames van vooral Nederlandse bands en muzikanten. Van Donselaar is adviseur van Exaltostudios (voorheen Studio Zeezicht) in Haarlem en van de band The Analogues.
Hij werkte als producer samen met onder meer Rowwen Hèze, Veldhuis & Kemper, Danny Vera, Hallo Venray, Dyzack, Clouseau, Kadanz, Splitsing, Marcel de Groot, Hennie Vrienten, Karin Bloemen, Abel, Paul de Leeuw, Guus Meeuwis, Trijntje Oosterhuis, Trio Bier en Toon Hermans.
Van Donselaar bracht in 2018 zijn autobiografie uit, getiteld 'Studio Zeezicht - Rock & Roll in de polder'. Het boek beschrijft zijn muzikale belevenissen als producent,  muzikant en studio-eigenaar. 
Van Donselaar is de vader van zangeres Dennis.